# Luise Holzer
Luise Holzer (* 18. August 1905; † nach 1930) war eine deutsche Leichtathletin, die in den 1920er-Jahren als Sprinterin erfolgreich war.
Holzer wurde 1928, 1929 und 1930 jeweils Deutsche Meisterin über 4-mal 100 Meter.
Zusammen mit Rosa Kellner, Agathe Karrer und Lisa Gelius, ihren Teamkolleginnen vom TSV München 1860, gewann Holzer bei den 3. Frauen-Weltspielen in Prag in 49,9 s die Goldmedaille und stellte überdies drei Weltrekorde auf:
- 49,8 s am 15. Juli 1928 in Berlin
- 49,0 s am 21. Juli 1929 in Frankfurt am Main
- 48,8 s am 20. Juli 1930 in Nürnberg.

Am 16. Juli 1923 in München lief Holzer 12,9 s über 100 Meter und kam damit auf Platz 15 der Weltbestenliste.